# Henry Vane den äldre
Henry Vane, född den 18 februari 1589, död 1655, var en engelsk diplomat och politiker. Han var far till Henry Vane den yngre.
Vane tillhörde en ansedd godsägarfamilj från Kent, studerade i Oxford, slogs 1611 till riddare av Jakob I, innehade flera hovämbeten och var från 1614 ledamot av underhuset. Karl I använde Vane i diplomatiska uppdrag i Holland 1629–1630 och i Tyskland 1631, där han hos Gustav II Adolf förgäves sökte genom subsidieanbud utverka Pfalz restitution åt kurfurst Fredrik, Böhmens fördrivne kung. Vane utsågs 1630 till rådsledamot och blev i september 1640 statssekreterare efter Coke. Han vittnade i rättegången mot Strafford emot denne. Vane åtföljde i augusti 1641 kungen på hans skotska resa, avskedades den 4 november samma år från sina ämbeten och slöt sig därpå i parlamentet öppet till oppositionen. Parlamentet utsåg honom i februari 1642 till lordlöjtnant av Durham, och i februari 1644 insattes han i Committee of Both Kingdoms. Under Cromwell valdes Vane 1654 ånyo till underhusledamot, men spelade ingen politisk roll. I Clarendons historia anklagas han, dock utan tillräckliga bevis, för att av personlig hämndlystnad mot Strafford ha förrått denne och kungens sak.